# St.-Georgs-Kirche (Kleinbottwar)

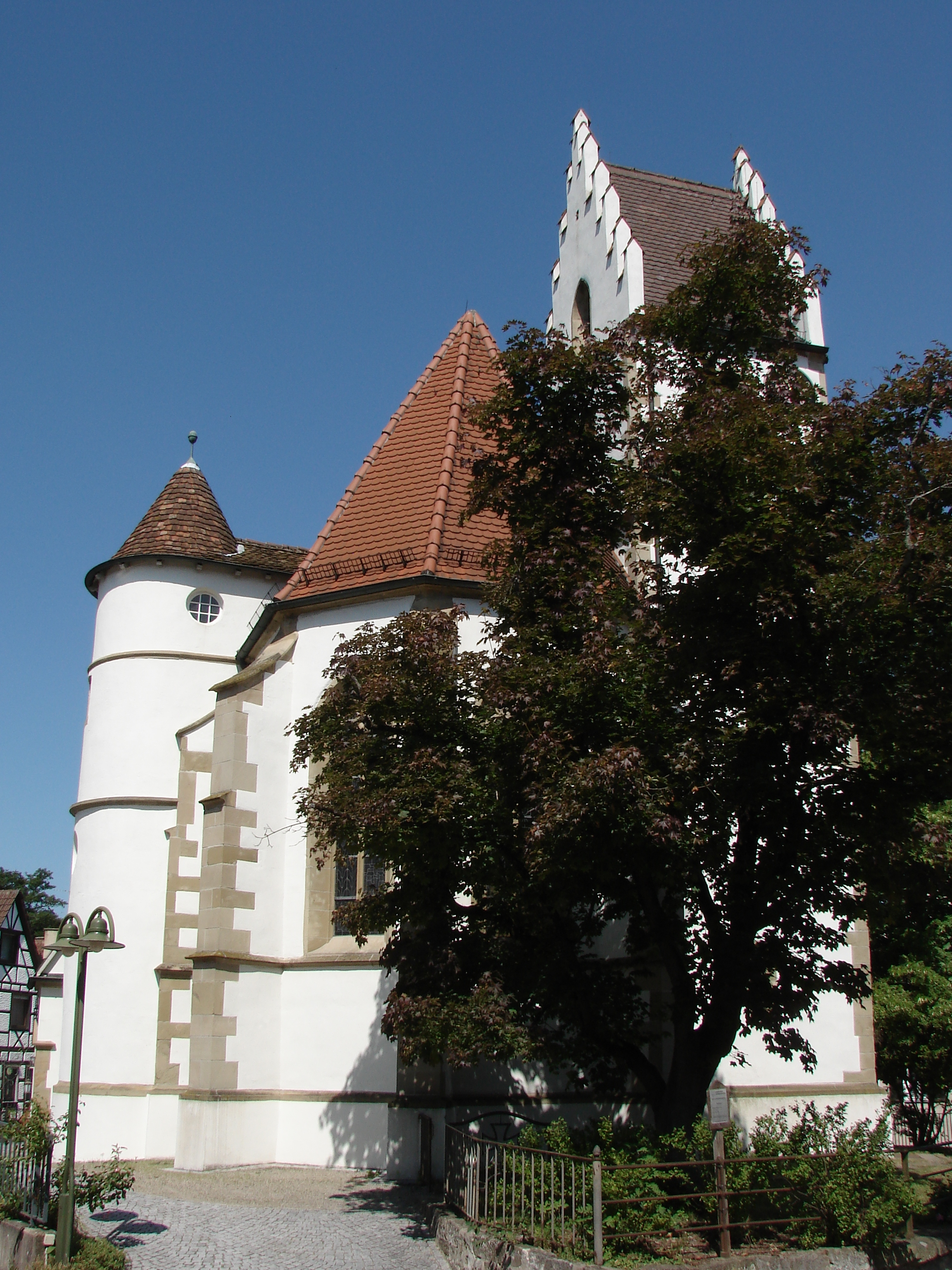
St.-Georgs-Kirche in Kleinbottwar

Die St.-Georgs-Kirche in Kleinbottwar, einem heutigen Stadtteil von Steinheim an der Murr im Landkreis Ludwigsburg in Baden-Württemberg, ist ein historisches Kirchengebäude, dessen Ursprünge im späten 15. Jahrhundert liegen. Das Gebäude diente insbesondere als Grablege der Herren von Plieningen und nach 1649 bis etwa 1740 auch deren Nachfolger, der Herren von Gaisberg. Die 1913 beschädigte und daraufhin verschlossene Gruft konnte in den späten 1990er Jahren freigelegt und dokumentiert werden.

## Geschichte
Im 14. Jahrhundert gab es in Kleinbottwar eine Georgskapelle als Filiale der Kirche St. Martin in Steinheim an der Murr. Auf Veranlassung der Herren von Plieningen, die ihren Sitz auf der Burg Schaubeck hatten und im Umland begütert waren, wurde ab 1491 anstelle der kleinen Kapelle die St.-Georgs-Kirche erbaut. Die Kirche war insbesondere als Grablege der Herren von Plieningen gedacht, so dass man unter dem Chor eine Gruft anlegte. Die Gemeinde in Kleinbottwar wurde 1499 kirchlich selbständig. Im Jahr 1500 war die Kirche wohl vollendet und wurde durch Johannes von Plieningen geweiht.
In der Folgezeit statteten die Plieninger die Georgskirche großzügig aus. Der bedeutendste Kunstschatz der Kirche ist der spätgotische geschnitzte Flügelaltar, den um 1510/20 Hans Leinberger schuf, und in dessen Mittelschrein eine Marienfigur links vom Kirchenpatron St. Georg und rechts von St. Ägidius flankiert wird. Georg ist als Ritter in Uniform dargestellt und hat das Plieninger Wappen zu seinen Füßen. Die Ausstattung aus der Zeit des Kirchenbaus wird durch ein reich geschmücktes Sakramentshaus sowie einen Taufstein aus der Zeit um 1500 ergänzt. Die Kirche wies einst auch historische Glasmalereien (Stifterscheiben) in den Chorfenstern auf, die jedoch 1838 stark unter Wert verkauft und durch helle Verglasung ersetzt wurden. Fünf der lange verschollenen Scheiben wurden in den 1980er Jahren im Germanischen Nationalmuseum Nürnberg und in Schloss Lichtenstein wiederentdeckt. Entsprechende Kopien wurden 1992/1993 hergestellt und befinden sich seit dieser Zeit wieder in der Kirche.
Die Kirche wurde rund 150 Jahre als Grablege der Herren von Plieningen genutzt, danach für weitere rund 100 Jahre bis etwa 1740 noch als Grablege der Herren von Gaisberg, die 1649 durch Heirat an das Erbe der Plieninger gelangt waren. Zu den Kunstschätzen der Kirche zählen mehrere historische Plieninger-Grabmale aus dem 16. Jahrhundert. Ein zweiteiliges Epitaph an der Chornordwand wurde um 1530 von Michael Lang aus Heilbronn geschaffen. Das Grabmal neben dem Altar, das zwei Plieninger-Brüder in Rüstung zeigt, stammt wie das an der Südwand des Kirchenschiffs von Jeremias Schwartz aus Leonberg aus der Zeit um 1600. Der Treppenturm der Kirche wurde als Zugang zur Patronatsloge für die nach der Reformation katholisch gebliebene Stifterfamilie erbaut. Die Kanzel wurde 1617 von Melchior Gockheler gefertigt.
Die Bestattungen der Adeligen erfolgten nicht nur in der Familiengruft unter dem Chor, sondern auch in jeweils für eine Person angelegten kleinen, von Steinplatten abgedeckten Backsteingewölben im gesamten Boden der Kirche. Auch die Gruft unter dem Chor war zunächst nur lose mit Steinplatten gedeckt, bis im Jahr 1913 die Kirche nach Entwurf des renommierten Stuttgarter Architekten Martin Elsaesser erweitert und umgebaut wurde – nach damaligen denkmalpflegerischen Anschauungen eine „Wiederherstellung“. Bei den Baumaßnahmen, insbesondere bei der Umgestaltung des Chores, nahm man wenig Rücksicht auf die historische Gruft, die teils mit Schutt verfüllt wurde und nach der Erhöhung des Chores durch weitere Steinplatten und eine Betonschicht nicht mehr zugänglich war. Bei Sanierungsarbeiten in den späten 1990er Jahren war die nur 7,5 Quadratmeter große Gruft kurzzeitig wieder teilweise zugänglich, so dass Teile des Bauschutts von 1913 entfernt und der Zustand des Gruftraums dokumentiert werden konnte. Das Denkmalamt erlaubte jedoch nur die Untersuchung etwa eines Drittels der Gruft. Da diese wohl immer wieder bis in die jüngste Zeit unter Wasser stand und man auch bei den Arbeiten 1913 für Unordnung gesorgt hatte, wurden lediglich ungeordnete Überreste von Toten und Särgen vorgefunden, die zumeist in getrocknetem Schlamm eingebettet waren. Zu den interessantesten Funden zählen ein menschlicher Schädel mit den Spuren eines verheilten Säbelhiebes sowie Überreste alter Sargsträuße aus Perlen- und Drahtgebinden. Aus einigen Sargteilen konnte man Aussagen über die Bemalung der Särge mit Kasein treffen. Im Mauerwerk der Gruft geben Steinformationen Anlass zu Spekulationen über eine vermauerte zweite, über eine Treppe erreichbare Gruft. Zu deren Erforschung wurden jedoch nur zwei Sondierungsbohrungen erlaubt, die ergebnislos blieben. Die Gruft wurde anschließend wieder verschlossen, ihre vollständige Erforschung steht noch aus.

## Orgel
Die Orgel stammt aus der Manufaktur E.F. Walcker & Cie. Ludwigsburg, wurde 1913 gebaut. Sie wurde später umgebaut und verfügt über 9 Register auf zwei Manualen und Pedal.
| I. Manual C–g3 |    |
| Prinzipal      | 8′ |
| Flöte          | 8′ |
| Oktave         | 4′ |
| Terzian 2f     |    |
| Mixtur 3f      |    |

| II. Manual C–g3  |    |
| Lieblich Gedeckt | 8′ |
| Traversflöte     | 4′ |
| Terzian 2f*      |    |
| Prinzipal        | 2′ |

| Pedal C–f1 |     |
| Subbass    | 16′ |

- Koppeln: II/I, I/P, II/P     * Transmission aus I

## Glocken
Im Kirchturm der Georgskirche hängt ein vierstimmiges Glockengeläut.
| Glocke | Gießer                  | Gussjahr | Durch-messer | Gewicht | Schlagton | Inschrift                                                  |
| ------ | ----------------------- | -------- | ------------ | ------- | --------- | ---------------------------------------------------------- |
| 1      | Glockengießerei Bachert | 1965     | 1000 mm      | 518 kg  | gis¹      | GOTT RUFET NOCH                                            |
| 2      | Glockengießerei Kurtz   | 1953     | 817 mm       | 325 kg  | h¹        | GEDENKET DER LEHRER, DIE EUCH DAS WORT GOTTES GESAGT HABEN |
| 3      | Glockengießerei Kurtz   | 1953     | 723 mm       | 231 kg  | cis²      | VERLEIH UNS FRIEDEN GNÄDIGLICH HERR GOTT ZU UNSEREN ZEITEN |
| 4      | Glockengießerei Bachert | 1971     | 640 mm       | 161 kg  | e²        | HERR GOTT, DICH LOBEN WIR                                  |